# Kuh-e Dinar
Kūh-e Dīnār är ett berg i Iran.   Det ligger i provinsen Esfahan, i den centrala delen av landet, 500 km söder om huvudstaden Teheran. Toppen på Kūh-e Dīnār är 4 409 meter över havet, eller 271 meter över den omgivande terrängen. Bredden vid basen är 4,7 km. Kūh-e Dīnār ingår i Kūh-e Denā.
Terrängen runt Kūh-e Dīnār är huvudsakligen mycket bergig.Runt Kūh-e Dīnār är det ganska tätbefolkat, med 58 invånare per kvadratkilometer. Närmaste större samhälle är Sīsakht, 7,8 km söder om Kūh-e Dīnār. Trakten runt Kūh-e Dīnār består i huvudsak av gräsmarker.